# Le Trône de Fion
Pour les articles homonymes, voir Trône (homonymie).
Le Trône de Fion (A Song of Ass and Fire en VO) est le huitième épisode de la dix-septième saison de la série télévisée d'animation américaine South Park et le 245e épisode de la série globale. Il est diffusé pour la première fois aux États-Unis le 20 novembre 2013 sur Comedy Central. En France, Game One obtient l'exclusivité du programme et diffuse l'épisode le 28 novembre 2013.
L'intrigue de l'épisode fait suite au précédent, Black Friday, dans lequel les enfants de South Park, vêtus de costumes médiévaux et engagés dans un jeu de rôle inspiré par la série télévisée Game of Thrones, sont divisés en deux factions qui s'affrontent pour acheter collectivement et à prix réduit les consoles de jeu vidéo Xbox One et PlayStation 4 lors du Black Friday prévu au centre commercial de la ville, dans lequel Randy Marsh, officie comme agent de sécurité.
Cette intrigue se termine dans l'épisode suivant, Tétons et Dragons.
Durant le générique de début de cet épisode, les personnages principaux portent leurs vêtements de jeu de rôle et la bande son a été modifiée pour correspondre à l'ambiance et au ton de l'histoire.

## Résumé
Les enfants de South Park sont divisés en deux factions, chacune essayant d'avoir l'opportunité d'acheter collectivement des consoles Xbox One ou PlayStation 4 à prix réduit lors du Black Friday qui doit se tenir au centre commercial de la ville. Un schisme qui voit les meilleurs amis Stan Marsh et Kyle Broflovski se trouver sur des côtés opposés. 
Kenny, qui interprète Lady McCormick pour le jeu de rôle en cours parmi les enfants, semble avoir rejoint la faction PlayStation car Eric Cartman, qui dirige la faction Xbox, ne voulait pas faire de Kenny une princesse afin de rester le seul chef. 
Pendant ce temps, après le décès d'un agent de sécurité battu à mort avec un sucre d'orge en plastique, le centre commercial où Randy a été fait chef de la sécurité annonce une remise supplémentaire de 10 % accordée aux premiers clients, ce qui conduit instantanément à l'arrivée de nouveaux acheteurs.
Pour contrer l'augmentation des rangs de la faction PlayStation, Cartman entre en contact avec Microsoft pour obtenir des avantages durant le Black Friday. Mais le PDG de l'entreprise, Steve Ballmer, refuse et rejette l'importance de cette guerre des consoles entre enfants. Bill Gates l'apprend et organise l'assassinat de Balmer, désireux d'assurer du succès de la Xbox One pendant le Black Friday. 
Niles Lawson, le correspondant de l'émission Morning News de Channel 9 très populaire à South Park, propose à ses collègues de s'allier à Bill Gates, et promet que les violences apporteront de grosses audiences à la chaine. Interviewé par Channel 9, Bill Gates annonce fournir des armes blanches et des armes à feu aux enfants de la faction Xbox afin de les aider à se frayer un chemin à travers les autres acheteurs du Black Friday. Lawson, qui joue sur les deux côtés du conflit, en informe le PDG de Sony au cours d'une discussion post-coïtale. En réponse, Kazuo Hirai donne à Kenny une broche qui le transforme en magical girl pour l'aider à gagner la guerre.
Cartman, qui cherche à connaitre la suite du scenario des romans du Trône de fer pour vaincre Kenny et Stan, envoie Butters et Scott Malkinson à la maison de George R. R. Martin au Nouveau-Mexique. L'écrivain accueille les deux enfants, mais leur dévoile des points de l'intrigue uniquement liés aux pénis des personnages masculins. Il persiste en exposant son propre pénis et en menant un chœur sur ce même thème, ne s'arrêtant que lorsque Butters l'informe de leurs préoccupations pour le Black Friday, ce à quoi Martin répond avoir des contacts en mesure d'aider leur cause. 
Cartman se rend avec Kyle dans le "Jardin d'Andros", et lui propose d'écarter Stan de la guerre en cours. Lorsque Kyle s'y oppose et parle de tactique non-éthique, Cartman lui apprend que le père de Stan travaille dans la sécurité du centre commercial, ce que Cartman interprète comme un stratagème non-éthique de la part de Stan afin d'acquérir plus facilement des PlayStation 4. Comme il l'a fait avec Kenny, il confie à Kyle que leurs alliés sont seulement là pour les aider à pénétrer dans le magasin avant tout le monde. Cartman s'irrite lorsque le propriétaire âgé de l'arrière-cour qui sert de "Jardin d'Andros" les interpelle, et informe Kyle que Cartman est déjà venu ici pour comploter avec d'autres.
Peu après, le journaliste Lawson rapporte que le centre commercial, sur la suggestion de Martin, a reporté le Black Friday d'une semaine, du 29 novembre au 6 décembre, et offre maintenant 96 % de rabais sur les achats pour les 100 premières personnes qui franchiront les portes ce jour-là, une annonce qui conduit à une bagarre à l'extérieur du magasin.